# Zapasy „buforowe”
Zapasy „buforowe”, oszczędności „buforowe” lub bezpieczne zapasy, to taki poziom surowców i gotowych produktów, który dopuszcza niepewność dostawy lub pozwala na uniknięcie kosztów alternatywnych wynikających ze straconej sprzedaży.
Innymi słowy, w polityce gospodarczej tworzenie takich właśnie zapasów buforowych jest powszechnie stosowaną metodą zabezpieczania i stabilizowania podaży artykułów rolnych. Są one gromadzone w okresach wysokiego urodzaju. Stanowią przeto swego rodzaju pulę interwencyjną na wypadek nieurodzaju, a zapobiegać mają zwyżce cen produktów rolnych. Tworząc takie zapasy, państwo oddziałuje na stabilizację przeciętnych dochodów w rolnictwie. Nie są one jednak usprawiedliwieniem dla gromadzenia stale zbyt wysokiego poziomu zapasów. Nie mogą także być wykorzystywane bezkarnie w celu udzielania rabatów ilościowych lub stosowania specjalnych metod dostaw.
W nowoczesnym podejściu „Just In Time” uznaje się, że zapasy mogą pomóc w ukryciu nieskuteczności organizacyjnej przedsiębiorstwa. Przykładem jest zwiększanie zapasów w przedsiębiorstwach, które mają częste awarie maszyn celem zachowania płynności produkcji. Brak zapasów wymaga niezawodności maszyn i utrzymania wysokiej jakości produkcji, oraz przewidywaniu nadejścia problemów, zanim się pojawią nowe surowce.